# Až prijde kocour
Až prijde kocour (literalment: Quan arribarà el gat) és una pel·lícula txeca dirigida per Vojtěch Jasný i estrenada el 1963, als inicis de la Nova Ona Txecoslovaca. El públic infantil veurà en ell un entretingut conte modern carregat de música i dansa, amb els nens i el seu apreciat gat com a protagonistes de la història; el públic adult hi podrà veure per contra una crítica a la moral hipòcrita de la societat comunista de l'època, mitjançant un gat màgic qui mostra el veritable color de les persones.

## Títols de la pel·lícula
El títol original de la pel·lícula en general no ha estat respectat i ha estat traduït de moltes maneres. Només en la versió anglesa es coneixen els títols: The Cassandra Cat, One Day, a Cat..., That Cat, When the Cat Comes o The Cat Who Wore Sunglasses. En francès, per exemple, la pel·lícula ha estat traduïda per Un jour un chat. No consta que la pel·lícula hagi estat doblada al català.

## Argument
Oliva (Jan Werich), un habitant d'un petit poble txecoslovac, se'ns presenta a ell mateix i tot seguit ens introdueix a alguns dels personatges més significatius del poble. Un d'ells és el controvertit director de l'escola, afeccionat a la caça per qüestionables finalitats pedagògiques, ja que posteriorment disseca els animals i els mostra als alumnes. A l'escola hi ha tota una col·lecció taxidèrmica i la darrera peça ha esdevingut una cigonya, que el director ha matat al bell mig de la plaça major del poble.
Un altre personatge de l'escola és el carismàtic professor Robert (Vlastimil Brodsky), pel qual els alumnes senten una gran simpatia. Oliva entra a la classe de Robert per tal que els alumnes el dibuixin i comença a explicar-los una de les seves aventures de quan era mariner i, al naufragar, va topar-se amb una bella jove anomenada Diana i el seu gat amb ulleres: Mokol. El gat tenia la facultat de poder exterioritzar la personalitat de la gent i, si se li treien les ulleres, les persones adquirien un color segons el seu caràcter dominant: lila els mentiders, hipòcrites i ambiciosos de poder; groc els infidels; vermell els enamorats; gris els lladres; no canviava de color la gent normal.
De cop, la monòtona i tranquil·la vida del poble queda enterbolida per l'arribada d'un circ ambulant dirigit per una jove acròbata anomenada Diana i el seu gat amb ulleres anomenat Mokol. El mag del circ resulta ser el mateix Oliva, el seu alter-ego. El professor Robert, qui no té una relació massa bona amb la seva esposa, s'enamora de seguida de Diana.
Arribada la nit comença la funció del circ, tot un espectacle de màgia al qual assisteix el poble sencer. Abans d'acabar la funció el mag llança al públic roses de diversos colors tot explicant el significat de cada un d'ells: lila, groc, vermell i gris. Seguidament, per posar fi a l'espectacle, el mag extreu les ulleres al gat i tota persona exposada a la seva mirada adquireix de sobte un color segons la seva personalitat predominant. El pànic s'apodera del poble, ja que els habitants estan avergonyits de mostrar la seva verdadera cara i revelar així els seus sentiment més íntims, especialment si són negatius. Oliva, finalment, aconsegueix posar altre cop les ulleres al gat, que s'escapa corrent.
Al poble, els adults s'organitzen per tal de trobar el gat i desprendre's del perill que representa. Per altra banda, els nens, que no entenen la por dels adults i mostren una gran simpatia pel gat, també organitzen la seva pròpia recerca. Són els nens qui finalment troben el gat i es passegen amb ell per tot el poble deixant en evidència els adults, molts dels quals s'han tornat liles, grisos i grocs. Això no obstant, finalment els adults s'apoderen del gat i l'entreguen al director de l'escola, que té la intenció de matar-lo i afegir-lo a la seva col·lecció de taxidèrmia. El professor Robert, un dels pocs adults alineat al bàndol dels nens, intenta recuperar el gat però el descobreixen i el director l'expulsa de l'escola.
En senyal de protesta pel segrest del gat i per l'expulsió de Robert, els nens decoren tot el poble amb cartells i dibuixos multicolors que tenen el gat com a motiu principal. Seguidament, decideixen desaparèixer per tal de venjar-se dels seus pares. Els adults busquen els nens per tot el poble, però sense èxit. Finalment, per tal que els infants retornin, no tenen més remei que rendir-se a les seves exigències: posar en llibertat el gat i readmetre a Robert a l'escola. Els nens, qui estaven amagats a la casa d'Oliva, retornen així amb els seus pares. Tots els adults estan molt contents per aquest fet i comencen a veure el poble amb la mateixa perspectiva que els infants, tot acceptant les seves veritats interiors.
L'acròbata Diana i la resta del circ ambulant abandonen finalment el poble, fet que entristeix profundament a Robert però que comprèn que cal que reprengui la seva vida al poble amb la seva esposa, els alumnes i sobretot amb tot el que ha après del gat, qui ha ensenyat al poble enter a "veure".

## Crítica
Až prijde kocour és una al·legoria fantàstica i fascinadora, no mancada de crítica, sobre la societat txecoslovaca i els seus vicis: els mentiders, falsos, alcohòlics i buròcrates. La pel·lícula també ataca la hipocresia dels adults, qui pretenen educar als nens tot inculcant-los uns valors absents a ells mateixos.
El gat Mokol és el protagonista de la pel·lícula. És ell qui té la facultat de veure els secrets, ambicions i interessos reals dels éssers humans. És ell qui té el do de poder externalitzar la cara més subconscient de les persones mitjançant el color: el groc pels infidels, el lila pels mentiders i envejosos, el gris pels ambiciosos i el vermell pels enamorats.
D'aquesta manera el gat deixa en evidència els habitants del poble i sovint els posa en una delicada situació. És el cas d'una parella de noucasats: ella ben vermella d'amor, ell groc de covardia i infidelitat. Més endavant, el director de l'escola canviarà constantment de color com si es tractés d'un camaleó. El gat no només mostra la seva manca d'honradesa sinó que posa de manifest les seves incoherències i conflictes interns.
L'excel·lent música de Svatopluk Havelka acompanya tota la pel·lícula i és protagonista en moltes escenes de dansa, ball i multiculor festa que fan de la pel·lícula un original conte molt adient també pel públic infantil.

## Repartiment
- Jan Werich: Oliva i mag del circ ambulant
- Vlastimil Brodský: professor Robert
- Jiri Sovak: director de l'escola
- Emilia Vasaryova: Diana, acròbata del circ ambulant
- Vladimir Mensik: conserge de l'escola
- Jirina Bohdalov: Julia
- Karel Effa: Janek
- Vlasta Chramostova: Marjanka
- Alena Kreuzmannova: havitant del poble
- Stella Zazvorkova: Ruzena
- Jaroslav Mares: propietari del restaurant
- Jana Werichova: esposa del director de l'escola
- Ladislav Fialka: lladre
- Karel Vrtiska: Miller
- Vaclav Babka: policia
- Misa Pospisil: alumne de l'escola
- Tonda Kremar: alumne de l'escola
- Avel Brodsky: alumne de l'escola
- Dana Dubansky: alumne de l'escola

## Premis
La pel·lícula va guanyar dos premis al Festival de Cinema de Canes de 1963:
- Prix de la Commission Supérieure Technique
- Prix spécial du Jury[4]